# Lista de portos da Argentina

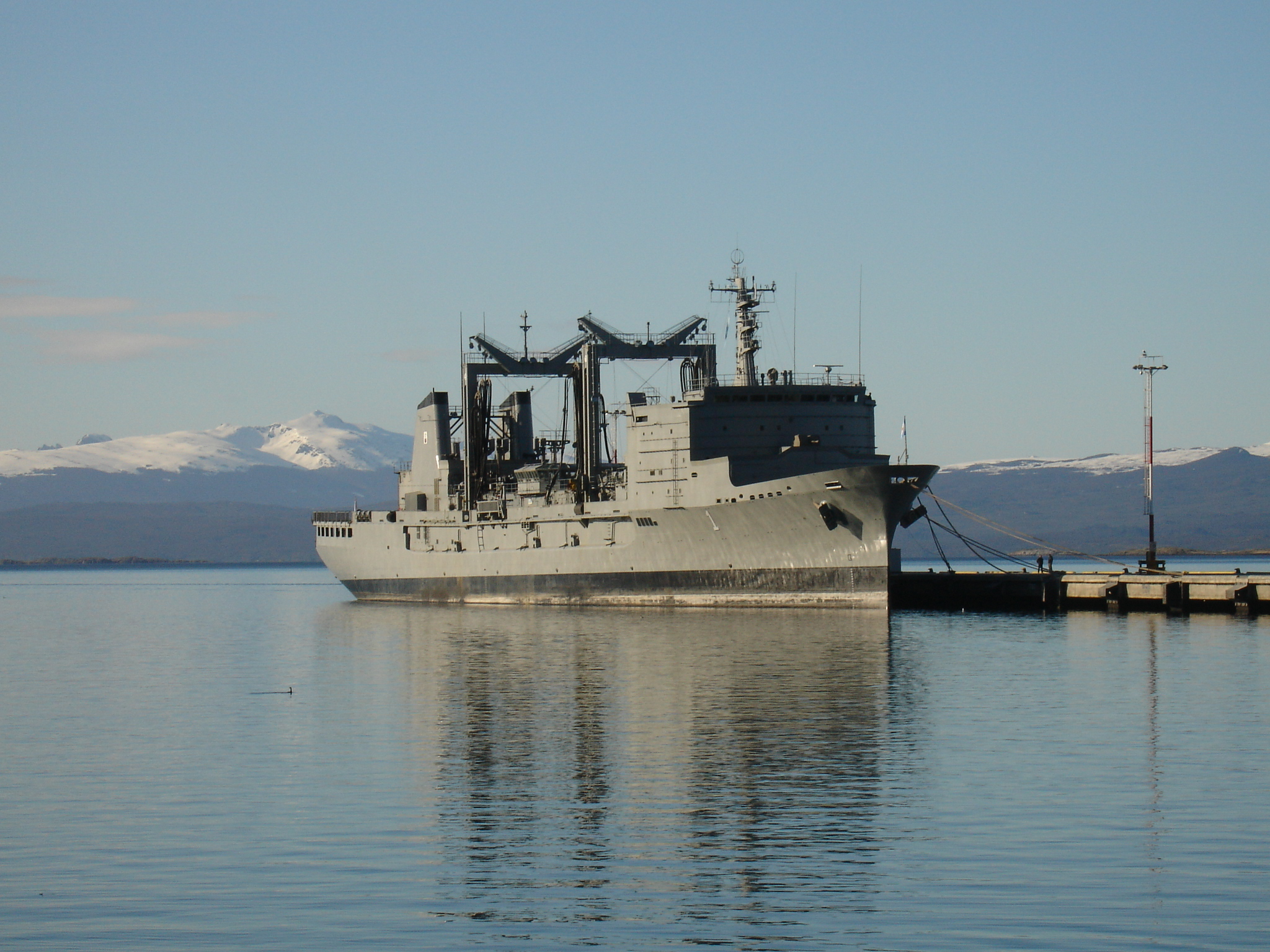
Navio ancorado no porto argentino da Patagônia.

Os portos argentinos movimentam todos os tipos de mercadorias, mas são especializados em grãos agrícolas os quais são produzidos em abundância no fértil pampa úmido que abrange a planície do baixo Paraná ao litoral atlântico de Mar del Plata até Bahía Blanca. Essa condição faz da Argentina uma grande exportadora de trigo e soja, além de outros cereais.
Os portos de Buenos Aires e La Plata estão localizados no Rio de la Plata, formado pelo pelos rios tributários Paraná e Uruguai. Os portos de Campana, Zarate, San Nicolas, Rosário, San Matin & San Lorenzo e Santa Fé são portos fluviais todos situados no Rio Paraná. Os demais são portos de mar localizados no Atlântico Sul.
O Conselho Portuário Argentino, instituição criada em 1992, agrega em seu seio todos os portos e instalações portuárias do país e também todas as pessoas e entidades que participam e contribuem para o desenvolvimento portuário da nação platina. A legislação que disciplina as atividades portuárias argentinas é datada de 27 de agosto de 1992, antecedendo a brasileira em apenas seis meses.

## Portos
A Argentina, possui um grande número de portos marítimos e fluviais classificados de principais e secundários. 

### Portos principais:
- Porto de Buenos Aires (Fluvial)
- Porto de Bahía Blanca (Marítimo)
- Porto de Quequén (Marítimo)
- Porto de Rosário (Fluvial)
- Porto de Santa Fé (Fluvial)

### Portos secundários:
- Porto de La Plata
- Porto de Mar Del Plata
- Porto de San Antônio
- Porto de Puerto Madryn
- Porto de Rawson
- Porto Antonio Morán
- Porto de Caleta Cordova
- Porto de Puerto Deseado
- Porto de Puerto Santa Cruz
- Porto de Rio Gallegos
- Porto de Ushuaia
- Porto de Campana
- Porto de Zarate
- Porto de San Nicolás
- Porto de Puerto General San Martín
- Porto de San Lorenzo